# Sct. Knuds Gymnasium
Sct. Knuds Gymnasium er et mellemstort gymnasium i Odense-bydelen Hunderup.
Skolen er oprettet af Louise Winteler, der blev født 1834 i Holsten. Efter endt skolegang ville hun gerne til Danmark for at lære sproget, da hendes moder var dansk, og hun blev af sin tante inviteret til at komme til Odense.
På omtrent samme tid skete der det, at en lille tysk pigeskole med 5-6 elever kom til at stå uden leder og underviser. Den kun 19 årige Louise Winteler, der ganske vist ingen læreruddannelse havde, fik overdraget at undervise pigerne. Hun begyndte den 1. juni 1853, og dette var begyndelsen til Sct. Knuds Gymnasium. I skolens arkiv findes endnu den første elevprotokol.
Skolen havde til huse i Nørregade 31 – i tantens dagligstue. Men skolen voksede, og i 1863 rykkede den ind i to store lokaler på Klingenberg, hvor den havde til huse i 17 år. Den 20. august 1880 rykkede skolen for første gang ind i sin egen bygning, der lå lige i centrum på Klostervej. I 1887 udgik de første piger med en eksamen, der hed Almindelig Forberedelseseksamen – første gang kun 7 elever, men senere betydeligt flere. Med den nye skolelov fra 1903 fik skolen ret til at afholde studentereksamen – nysproglig retning, og bygningerne blev udvidet. I mellemtiden var der naturligvis blevet ansat flere lærere ved skolen. Louise Winteler fortsatte som skolens leder, men cand. theol. M. Lauersen blev Gymnasieforstander i 1908. Ved afslutningen den 5. juli 1912 nedlagde Louise Winteler sit arbejde i skolens tjeneste, og hendes niece, frk. Hoffmann, der siden 1904 havde været medbestyrerinde, overtog ledelsen af skolen.
Den 1. august 1920 overtog staten skolen efter lange forhandlinger, idet man var bange for, at der ikke ville være behov for to gymnasier i Odense (det andet var Odense Katedralskole). I august 1940 rykkede skolen ind i de nuværende bygninger på hjørnet af Engvej og Læssøegade, og ved samme lejlighed blev de første drenge optaget som elever på skolen. I 1973 blev sydfløjen taget i brug.
Den 1. januar 1986 blev alle de statslige gymnasieskoler overtaget af amtskommunerne. Sct. Knuds Gymnasium var derfor i en årrækket ejet af Fyns Amtskommune. I løbet af 2000 blev skolen forsynet med en tilbygning, og den ældste del af byggeriet blev kraftigt renoveret og fik også nyt inventar.
1. juni 2005 havde skolen 150 års fødselsdag, som blev fejret på behørig vis. I 2007 udvidede Sct. Knuds Gymnasium med en ny stor idrætshal.
I 2008-09 fik Sct. Knuds Gymnasium deres nye Studiecenter hvor der afholdes lektiehjælp. Desuden er her også en stor del af biblioteket.

## Skolens ledere gennem tiderne
- Louise Winteler (1853-1912)
- Margarete Hoffmann (1912-1926)
- Helga Lund (1926-1951)
- E. Dinesen (1951-1964)
- T. Bechmann Jensen (1964-1970)
- Kaj Vetter (1970-1996)
- Steen Hoffmann (1997-2012)
- Sven Erik Larsen (januar 2013-1. maj 2013) (konstitueret)
- Susan Mose (1. maj 2013-)

## Kendte lærere
- Jørgen Hæstrup, historiker
- Aage Trommer, historiker
- Ester Larsen, politiker
- Erik Boel, dansk politolog og tidligere formand for Den Danske Europabevægelse.

## Kendte studenter
- 1951: Ole Samuelsen, lektor i historie og engelsk ved Horsens Statsskole og politiker, MF
- 1964: Vagn Lyhne, forfatter
- 1965: John Thygesen, Overlæge, kendt for kampagnen mod fyrværkeriskader i øjnene
- 1966: Ebbe Iversen, journalist, forfatter og filmanmelder
- 1979: Peter Skov-Jakobsen, biskop over Københavns Stift
- 1981: Mette Vibe Utzon, journalist, studieværtinde (DR, TV2 og TV3) samt forfatterinde
- 1984: Tine Enger, forfatterinde
- 1984: Morten Hesseldahl, direktør og forfatter
- 1985: Peter Kurrild-Klitgaard, professor i statskundskab ved Københavns Universitet
- ca. 1985: Morten Skovgaard Danielsen, komponist
- 1987: Jesper Thobo-Carlsen, journalist og politolog (cand.scient.pol.) samt tidligere politisk redaktør på dagbladet Politiken
- 1988: Nicolai Kragh Petersen, cand.polit. og Professionshøjskoledirektør på Professionshøjskolen Metropol. Tildelt Ridderkorset af Dannebrogordenen.
- 1988: Bo Libergren, politiker, fungerende regionsrådsformand Region Syddanmark (2023).
- ca. 1989: Thomas Helveg, fodboldspiller i OB
- 1991: Lotte Bundsgaard, uddannet skolelærer og senere journalist (TV2/Fyn) samt MF, politisk ordfører og kortvarigt minister
- ca. 1994: Thomas Sørensen, fodboldspiller
- 2000: Mathias Boe, badmintonspiller
- 2005: Louise Ørnstedt, svømmer
- 2006: Emil Ousager, fodboldspiller, Randers FC
- 2006: Peter Eastgate, verdensmester i poker 2008
- 2007: Matti Lund Nielsen, fodboldspiller i Hellas Verona F.C.
- 2008: Oliver Feldballe, fodboldspiller i OB
- 2009: Josefine Høgh, fodboldspiller og DR Sportens tv-værtinde

## Ekstern henvisning
- Sct. Knuds Gymnasiums websted